# Joost
Joost je osebno ime več znanih oseb:
- Arnold Joost van Keppel, prvi grof Albermarla
- Joost Banckert, nizozemski admiral
- Joost Broerse, nizozemski nogometaš
- Joost Bürgi, švicarski mehanik, urar
- Joost Klein, nizozemski glasbenik
- Joost Swarte, nizozemski risar in grafični oblikovalec
- Joost van den Vondel, nizozemsko-nemški pisatelj in dramatik